# Blepharicera tetrophthalma
Blepharicera tetrophthalma är en tvåvingeart som beskrevs av Edwards 1933. Blepharicera tetrophthalma ingår i släktet Blepharicera och familjen Blephariceridae. Inga underarter finns listade i Catalogue of Life.